# Filiolus galophilus
Filiolus galophilus is een vliegensoort uit de familie van de roofvliegen (Asilidae). De wetenschappelijke naam van de soort is voor het eerst geldig gepubliceerd in 1961 door Pavel Andrejevitsj Lehr.